# Mečkovac
Mečkovac es un pueblo ubicado en el municipio de Vranje, Serbia. Según el censo de 2002, el pueblo tiene una población de 169 personas.